# سينتيليك
يحدث الارتباط التركيبي عندما يُربَطُ كلا الكروموسومين الشقيقين بقطب مغزل واحد.
يوزع الانقسام الخلوي الطبيعي الجينوم بالتساوي بين خليتين ابنتين، مع ارتباط كل كروموسوم بهيكل بيضاوي يسمى المغزل. أثناء عملية الانقسام، تحدث أخطاء شائعة في ربط الكروموسومات بالمغزل، والتي يقدر أنها تؤثر على 86 إلى 90 بالمئة من الكروموسومات.
أخطاء الارتباط هذه شائعة خلال المراحل المبكرة من تكوين المغزل، ولكن تُصحَّحُ في الغالب قبل بدء الطور الانفصالي. يتطلب الانقسام الناجح للخلايا تحديد وتصحيح أي أخطاء خطيرة قبل أن تنقسم الخلية إلى قسمين. إذا استمر الارتباط التركيبي، فإنه يتسبب في فصل كل من الكروماتيدات الشقيقة إلى خلية ابنة واحدة.

## أسباب
تمتد الأنابيب الدقيقة من أقطاب المغزل وتعلق على أول حيز حركي يصادفها. نظرًا لأن هذه العملية عشوائية وغير ميسرة أو موجهة، فقد لا تكون الأنابيب الدقيقة الأولى التي تتلامس مع الحيز الحركي قد نشأت في عمود المغزل الصحيح. عادةً ما يكون الحيزين الحركيين الشقيقين على جانبي الكروموسومات المتقابلين، وتواجه الخارج نحو أقطاب المغزل الخاصة بها. يُعزِّزُ هذا الترتيب احتمالية وجود كروموسومات ثنائية الاتجاه بشكل صحيح ويشار إليه أحيانًا على أنه آلية "لتجنب" الارتباط التركيبي. ومع ذلك، في بعض الأحيان يُعثَرُ على الحيزين الحركيين على نفس الجانب من السنترومير، وهذا الخطأ لا يمكن تصحيحه عشوائيًا. بدلًا من ذلك، يجب أن يمارس المغزل قوى نشطة على أحد الحيزين الحركيين لنقله إلى الحافة الخارجية المناسبة للسنترومير. إذا لم يُصحَّحُ هندسة واتجاه الحيزين الحركيين، فلا يزال بإمكان الخلايا تحقيق الاتجاه الثنائي بشكل فعال من خلال استخدام آليات تصحيح الأخطاء.
تعاني الخلايا متعددة الصيغ الصبغية، ورباعيات الصبغيات على وجه الخصوص، من عدد متزايد من المرفقات التركيبية، مما يساهم في عدم استقرارها الجينومي. يُعتَقدُ أن ظاهرة زيادة معدلات الارتباط التركيبي في متعددة الصيغ الصبغية ناتجة عن عدم القدرة على توسيع نطاق المغزل الانقسامي وبنية الحركية لاستيعاب الزيادة في حجم الخلية. لذلك، من المحتمل أن تؤدي عيوب القياس بين الجينوم والبنية الخلوية، والتي تحدث غالبًا في السرطان، إلى ارتفاع معدلات الارتباط التركيبي.

## تصحيح الخطأ
يرتبط تصحيح الخطأ ارتباطًا وثيقًا بنقطة تفتيش تجميع المغزل، والتي تشرف على التقدم من خلال الانقسام المتساوي ويمكن أن توقف الخلية في الطور الاستوائي حتى يُحقِّقُ الاتجاه الثنائي المناسب لجميع الكروموسومات. تحدث المرفقات الأولية بشكل عشوائي، وتزعزع الخلية استقرار أي تفاعلات غير صحيحة بين الأنابيب الدقيقة والحركية. تحدث جولات لاحقة من التعلق غير الموجه وزعزعة الاستقرار حتى يُربَطَ كل حركي بعمود المغزل الصحيح.
حدِّدَ الشد بسرعة كعنصر مهم في آلية استشعار الخطأ وعلى الأرجح لنقطة تفتيش تجميع المغزل. يساعد Ipl1 في الخميرة وتناددها الوظيفي، أورورا ب، في الحيوانات في اكتشاف الشد وزعزعة استقرار المرفقات الضالة. عُثِرَ على ارورا ب في السنترومير، بين الحيزين الحركيين. في حالة عدم وجود شد، يمكن لأورورا ب فسفرة الركائز في الحيز الحركي، مما يؤدي إلى زعزعة استقرار الأنابيب الدقيقة المرفقة. تحفز الأنابيب الدقيقة المرفقة بشكل صحيح الشد، وتسحب الحيز الحركي بعيدًا بما يكفي عن أرورا ب لمنع فسفرة مكونات الحيز الحركي. بعد زعزعة الاستقرار، يمكن أن يشكل الحيز الحركي مرفقات مغزل جديدة، وإذا أدت المرفقات الجديدة إلى ثنائي اتجاه الكروموسوم، فستبقى. من المرجح أن تحدث المرفقات الصحيحة التي تحفز الشد عندما يُوضَعُ الحيزين الحركيين هندسيًا على جانبي السنترومير.
يؤدي زعزعة الاستقرار القوية بواسطة Ipl1/أرورا ب في غياب الشد إلى تحدٍ محدد: الإنشاء الأولي للتوجيه الثنائي، قبل تراكم الشد، سيكون حساسًا لنشاط Ipl1/أرورا ب. يشار إلى هذا باسم مشكلة بدء التوجيه الثنائي، وتُحلُّ عن طريق تنفيذ تأخير بين استشعار الشد وزعزعة استقرار الارتباط. أشارت النمذجة إلى أنه يمكن إدخال مثل هذا التأخير إذا كان معدل نشاط Ipl1/أرورا ب كيناز أبطأ من معدل نشاط الفوسفاتاز المضاد في الحيز الحركي. يسمح التأخير الزمني بتكوين شد عند الكروموسومات ثنائية الاتجاه، بحيث تُفسفَرُ المرفقات التركيبية فقط وزعزعة استقرارها.

## عواقب
الارتباط التركيبي ليس من غير المألوف في الطور الاستوائي المبكر، ويمكن حله غالبًا عن طريق آليات تصحيح الأخطاء المحفوظة جيدًا عبر الحيوانات. إذا ترك المرفق التركيبي دون تصحيح، على سبيل المثال إذا لم تنجح نقطة فحص تجميع المغزل في إيقاف الخلايا مؤقتًا في الطور الاستوائي، فلن تنفصل الكروموسومات بشكل صحيح. يؤدي هذا الفشل في الفصل بشكل صحيح إلى اختلال الصيغة الصبغية، مما قد يؤدي إلى أخطاء في النمو أو السرطان. ومن المثير للاهتمام أن أخطاء الفصل الناتجة عن الارتباط التركيبي غالبًا ما تحدث دون تأخير مرئي. في المقابل، ستتسبب المرفقات الميروتيلية في تأخر الكروموسوم أثناء الطور الانفصالي، ولكنها غالبًا ما تنفصل بشكل صحيح ولا تؤدي إلى اختلال الصيغة الصبغية.